# Gaspar Gevartius

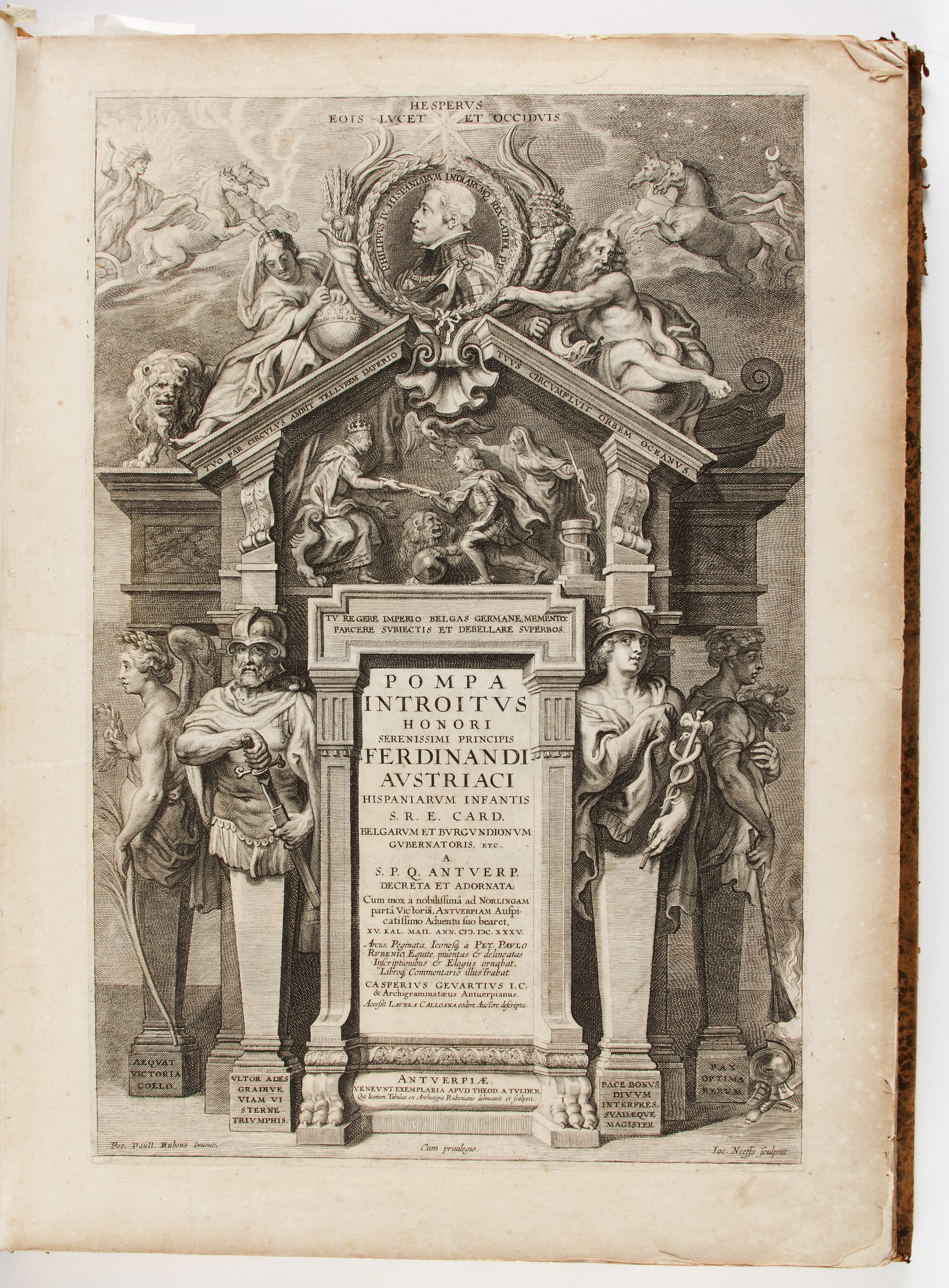
Pompa introitus honori Serenissimi Principis Ferdinandi Austriaci Hispaniarum Infantis

Jean Gaspar Gevartius ou Jan Caspar Gevaerts (1593-1666) était le jurisconsulte d'Anvers et de son vivant, un célèbre philologue. Il était un ami personnel de Pierre-Paul Rubens.

## Biographie
Gaspar est né à Turnhout le 6 août 1593, fils de Johannes Gevaerts (1553-1613) et Cornelia Aerssens, dont le père avait été bourgmestre de la ville de Bergen op Zoom. Il a suivi l'enseignement des Jésuites, puis a étudié les Arts Libéraux à l'Université de Louvain. Il a été brièvement au service de Benjamin Aubery du Maurier, Ambassadeur de France à La Haye, où il se lie d'amitié avec Daniel Heinsius, écrivant un epithalamium sur son mariage. En 1617, il s'installe à Paris, et entre au service de Henri de Mesmes. En 1621, il obtient un diplôme en droit de l'Université de Douai.
Après 1621, il devient un important fonctionnaire de la ville d'Anvers. Il a écrit des ouvrages sur la poésie et les sciences, dont l'un traite de marc-Aurèle. Sa réputation était connue de l'Archiduchesse Isabella Clara Eugenia et l'Empereur Ferdinand III. Pierre Gassendi, dans sa biographie de Nicolas Peiresc mentionne qu'en 1620, il a consulté Gevartius, "un célèbre et un vrai Erudit (s'il en fut jamais un)", à propos du cabinet de curiosités du Duc d'Aarschot. Il a été nommé conseiller d'état et historiographe royal à la fois par Philippe IV d'Espagne et par l'Empereur Ferdinand III.
Le 14 mai 1625 Gevartius épouse Marie Haecx dans l'église de Saint-Jacques à Anvers. Leur fils décédera à l'âge de 12 ans; leur fille épousera Charles Sivori, dont le père, Anthonie Sivori, fut onze fois bourgmestre d'Anvers.
En 1625, 1627 et 1632, il est secrétaire  de la Congrégation de Notre-Dame d'Anvers. Il est fait citoyen de la ville d'Anvers le 11 septembre 1632.
Il était un ami personnel de Rubens, et se fit faire un portrait peint par lui et Paul de Vos, avec un buste de Marc-Aurèle. Il a pris soin de Albert Rubens (1614-1657) lorsque son père était en mission. La correspondance entre Gevartius et Rubens est conservée à la Bibliothèque Royale de Belgique. Il a collaboré avec Rubens et Theodoor van Thulden sur la Pompa introitus honori Serenissimi Principis Ferdinandi Austriaci Hispaniarum Infantis....
Gevartius reçoit la tonsure dans la chapelle de l'évêque d'Anvers , le 8 février 1665. Il meurt à Anvers le 23 mars 1666, et est enterré dans la Cathédrale de Notre-Dame.

## Œuvres
- Publii Papinii Statii Opera omnia, Leiden, 1616
- Electorum libri III. In quibus plurima veterum scriptorum loca obscura & controuersa explicantur, illustrantur & emendantur. Publié par Sébastien Cramoy, Paris, 1619
- Pompa Introitus Honoré ... Ferdinandi Austriaci,1641
- Inscriptiones theatri pacis Hispano-batavicae, Anvers, 1648
- Inscriptiones honori serenissimi principis, Leopoldi Gulielmi, archiducis Austriae, Anvers, 1648
- Hymenaeus pacifer; sive theatrum pacis Hispano-gallicae. Publié par les presses des Plantin, à Anvers, 1661
- Monumentum sepulchrale, sive inscriptiones tumulus, Anvers, 1666
- Votum ad divam virginem aspricollinam sospitatricem, pro salute ac longaevitate serenissimorum principum Alberti et Isabellae

## Études
Une biographie de Gevartius par Marcel Hoc a été publiée sous le titre Le déclin de l''humanisme belge: étude sur Jean-Gaspard Gevaerts, philologue et poète (1593-1666) (Bruxelles, Paris et Londres, 1922).